# Résolution 311 du Conseil de sécurité des Nations unies
Membres permanents
- Chine
- États-Unis
- France
- Royaume-Uni
- URSS

Membres non permanents
- Argentine
- Belgique
- Guinée
- Inde
- Italie
- Japon
- Panama
- Somalie
- Soudan
- Yougoslavie

Résolution no 310 Résolution no 312
La résolution 311 du Conseil de sécurité des Nations unies est adoptée à 14 voix et une abstention lors de la 1 638e séance du Conseil de sécurité des Nations unies le 4 février 1972, après avoir réaffirmé les résolutions précédentes sur le sujet et noté le renforcement militaire continu de l'Afrique du Sud, le Conseil a condamné la politique d'apartheid et reconnu la légitimité de la lutte du peuple opprimé d'Afrique du Sud.
Le Conseil a ensuite demandé au gouvernement sud-africain de libérer d'urgence toutes les personnes emprisonnées en raison de l'apartheid et a appelé tous les États à respecter strictement l'embargo sur les armes. Le Conseil a terminé en invitant les gouvernements et les particuliers à contribuer généreusement et régulièrement aux fonds des Nations unies à des fins humanitaires et de formation pour le peuple sud-africain et a décidé d'examiner les méthodes permettant de résoudre la situation actuelle.
La résolution a été adoptée par 14 voix contre zéro ; la France s'est abstenue de voter.

### Sources
- (en) Cet article est partiellement ou en totalité issu de l’article de Wikipédia en anglais intitulé « United Nations Security Council Resolution 311 » (voir la liste des auteurs).

### Texte
- Résolution 311 sur fr.wikisource.org
- Résolution 311 sur en.wikisource.org